# Средна колатерална артерия
Средната колатерална артерия (arteria collateralis media) е разклонение на дълбоката мишнична артерия. Анастомозира се с междукостна възвратна артерия, близка до лакътя.